# Битва при Панорме
Битва при Панорме (250 до н. э.) — сражение между римскими и карфагенскими войсками в ходе Первой Пунической войны.